# Domo de Fukuoka
El Fukuoka PayPay Dome (en japonés: 福岡ペイペイドーム Fukuoka Peipeidōmu en español: Domo PayPay de Fukuoka) se ubica en Fukuoka, Japón.  Es el estadio del Fukuoka SoftBank Hawks (NPB, Béisbol). Construido en 1993, el estadio se llamó originalmente Fukuoka Dome (en japonés: 福岡ドーム Fukuoka Dōmu en español: Domo de Fukuoka) y tiene una capacidad de 38.585 asientos. Con un diámetro de 216 metros, el Fukuoka PayPay Dome es la cúpula geodésica más grande del mundo. Es el primer estadio de Japón construido con techo retráctil. En 2005, Yahoo! Japan, una filial de SoftBank, adquirió los derechos de denominación del estadio, por lo que lo rebautizó como Fukuoka Yahoo! Japan Dome (en japonés: 福岡Yahoo! JAPANドーム Fukuoka Yafū Japan Dōmu en español: Domo Yahoo! Japan de Fukuoka). En enero de 2013, pasó a llamarse Fukuoka Yafuoku! Dome (en japonés: 福岡ヤフオク! ドーム Fukuoka Yafuoku Dōmu en español: Domo Yafuoku! de Fukuoka). Yafuoku es la abreviatura de Yahoo! Auctions en Japón. El 30 de octubre de 2019, se anunció que el estadio iba a llamarse Fukuoka PayPay Dome, en referencia al sistema de pago PayPay, propiedad de Softbank (50%) y Yahoo! Japan (25%), a partir del 29 de febrero de 2020.

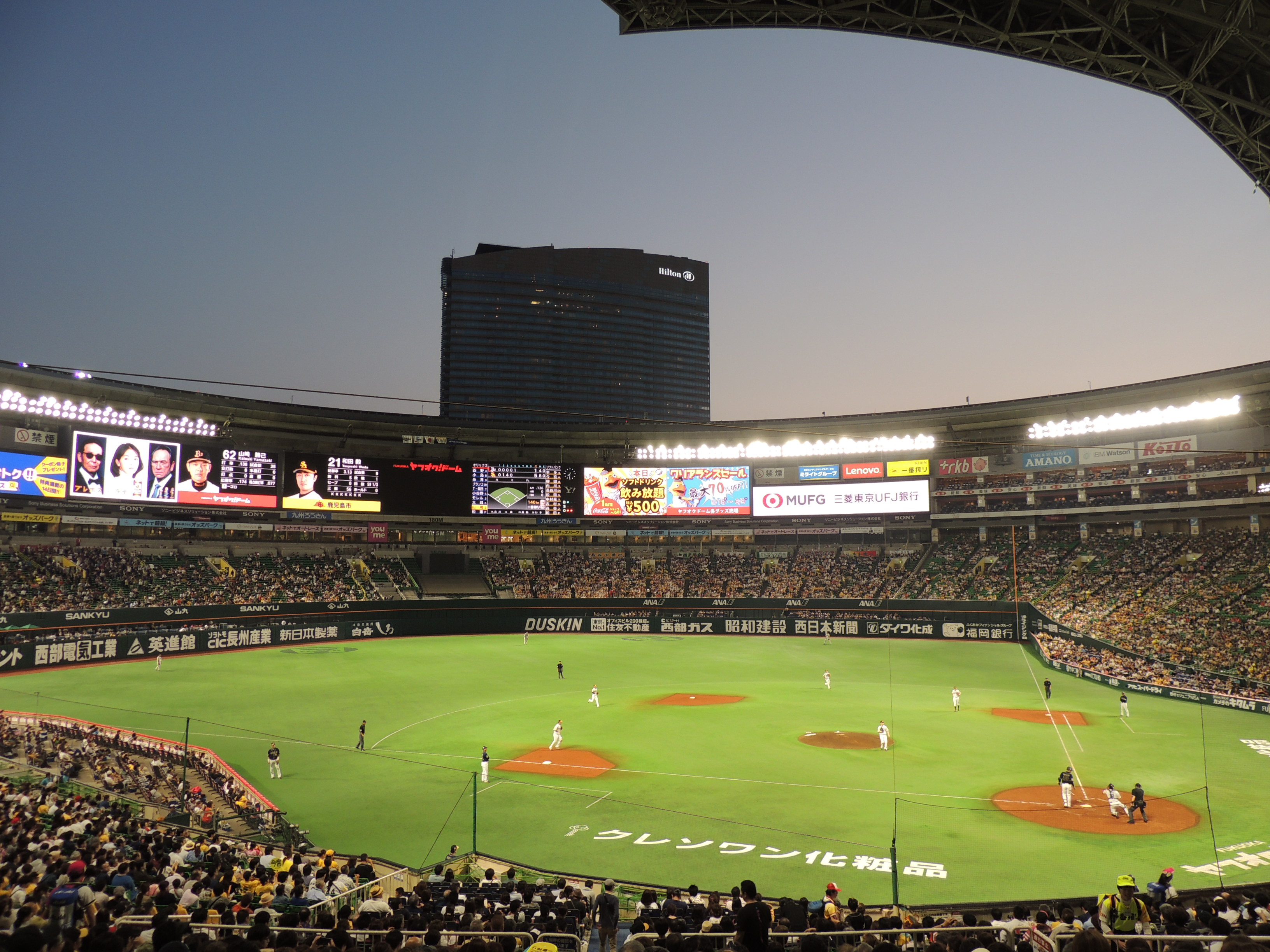
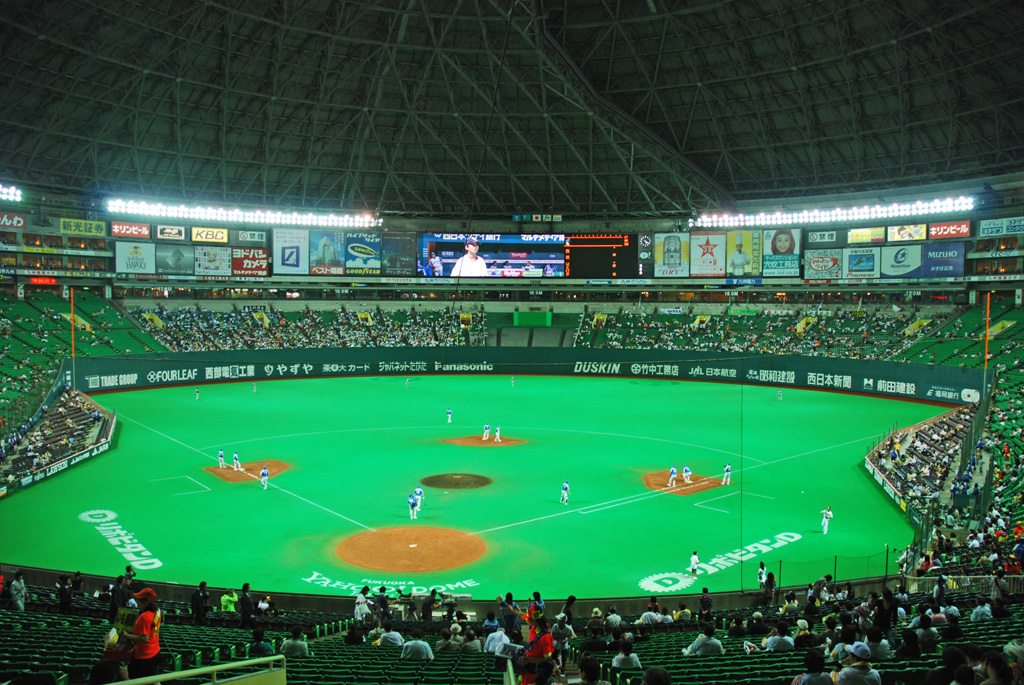
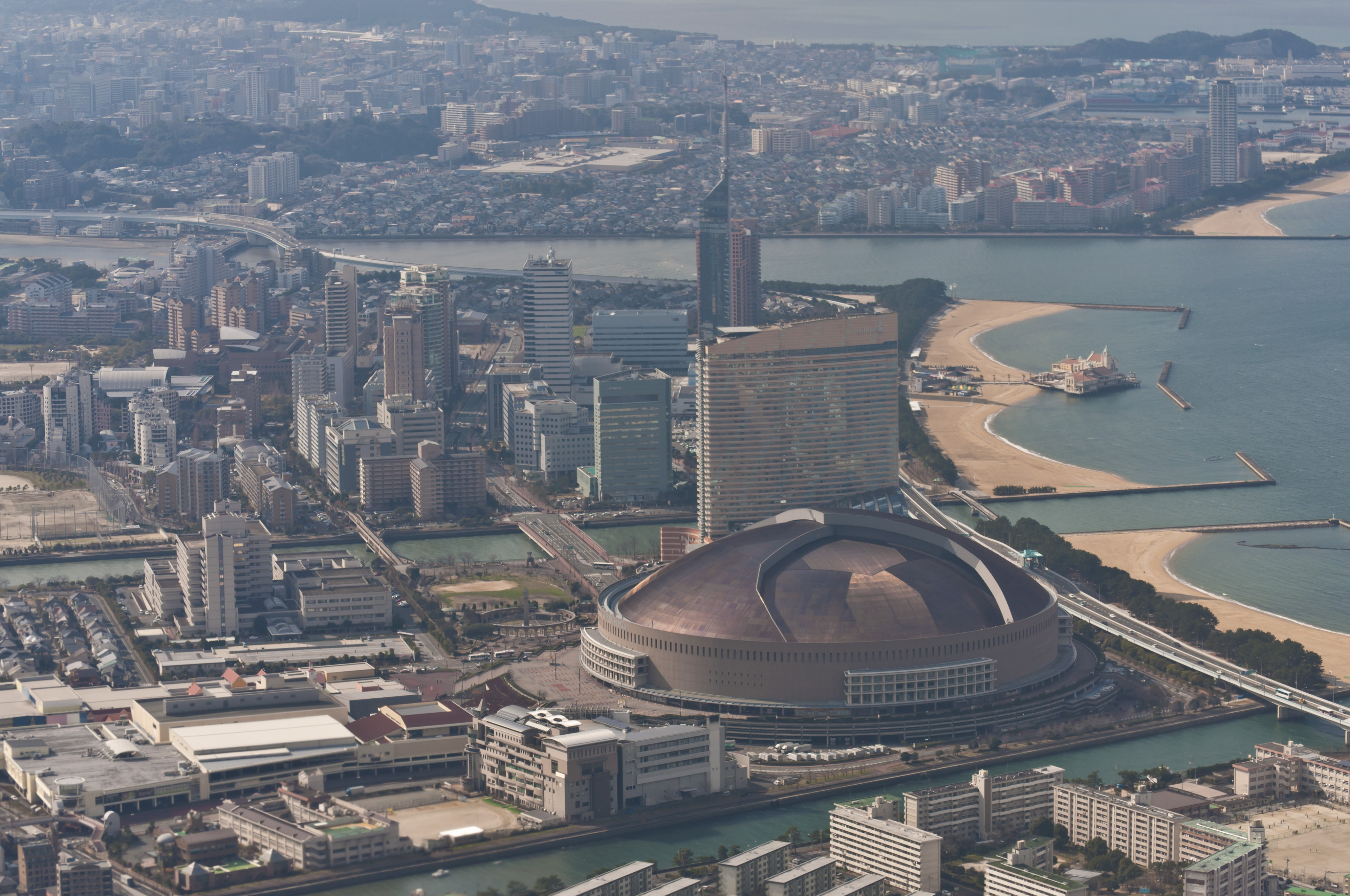